# 尤彌爾

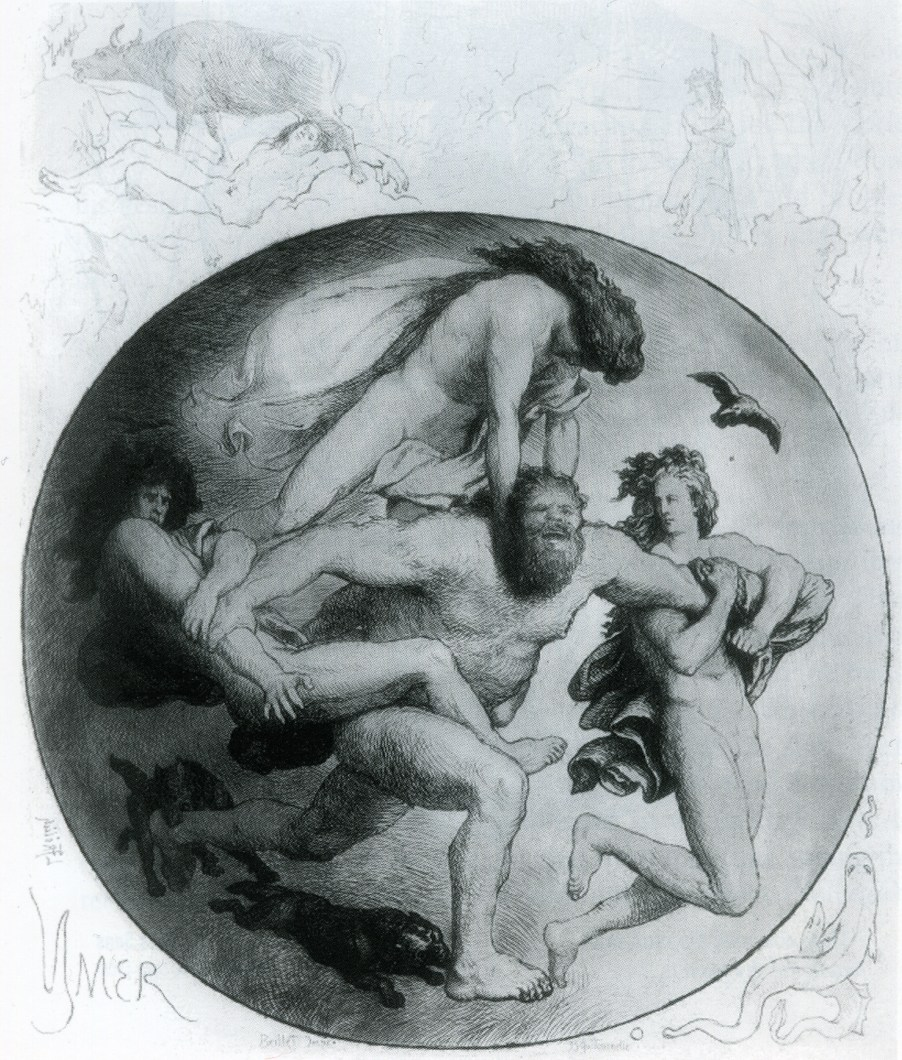
尤彌爾被奧丁、威利和菲攻擊

尤彌爾（Ymir），又名奧爾蓋爾米爾（Aurgelmir）是北歐神話中所有巨人的始祖，尤彌爾和母牛歐德姆布拉是世界上最早出現的生物。尤彌爾在《詩體埃達》、13世紀時由斯諾里·斯蒂德呂松撰寫的《散文埃達》以及在一些詩人的詩歌中都有被記錄。
《詩體埃特》中提到，尤彌爾是在被稱為埃利伐加爾的冰河所滴下的毒液誕生，並生活在金倫加鴻溝的無草地帶。尤彌爾是雌雄同體，他的腋下生出了一男一女，而他的雙腿生出了一個六個頭的巨人。後來，布利的孫子奧丁、威利和菲從尤彌爾的肉體創造出土地，從他的血液中創造出海洋，利用他的骨骼創造出山脈，從他的毛髮創造出樹木，從他的大腦創造出雲彩，從他的頭骨中創造出天空，從他的眼睫毛創造出人類所居住的中土。此外，詩體埃特中有一節提到，諸神以尤彌爾的血肉（或地球和海洋）賦予了矮人生命。 
《散文埃達》借鑒、補充了《詩歌埃達》中的描述，並以另一個角度描寫尤彌爾的誕生。根據《散文埃達》，歐德姆布拉和尤彌爾同樣是在水滴中生成，歐德姆布拉用牠的奶水餵哺養尤彌爾，還指出尤彌爾被奧丁、威利和菲殺死後，他的血液引發了一場巨大的洪水。
現時學者爭論的是在斯諾里對尤彌爾的描述中，有多大程度上是為了令《散文埃達》成為一個更連貫的故事，以及斯諾里在多大程度上借鑒了他所引用的語料庫之外的材料。
通過歷史語言學和比較神話學，學者認為尤彌爾與在1世紀的民族志《日爾曼尼亞》中所紀錄的原日耳曼神圖伊斯托有所聯連。

## 文本證據

#### 詩體埃達
伊米尔在詩體埃達中的女巫的預言、瓦夫蘇魯特尼爾之歌、格里姆尼爾之歌和海恩德拉敘事詩中都有被提及過。在女巫的預言中，一位不死的渥爾娃女巫向奧丁傳授知識時曾提及過尤彌爾，而其中混沌的鴻溝是指金倫加鴻溝：
初始之時住著巨人尤彌爾，
沙礫不存，海洋不在，遑論清涼波濤；
腳下沒有土地，頭頂沒有天空，
只有一道混沌的鴻溝，無處生寸草。

布利之子讓大地升起，造就了光輝的中土。：63
在瓦夫蘇魯特尼爾之歌中，偽裝過的奧丁與聰明的巨人瓦夫蘇魯特尼爾進行了一場有關知識遊戲，並要求瓦夫蘇魯特尼爾告訴他各種問題的答案。在第一個提到尤彌爾的地方，奧丁問地球和天空從何而來，瓦夫蘇魯特尼爾用有關尤彌爾的故事回答，並在其後的爭論之中多次直接或暗示了尤彌爾的存在。奧丁問誰是尤彌爾最年長的親屬，瓦夫蘇魯特尼爾回答說是尤彌爾的孫子貝格爾米爾。在下一節中，奧丁問尤彌爾是從何而來，瓦夫蘇魯特尼爾回答說是由埃利伐加爾滴下的毒液中生長而來。最後，奧丁問尤彌爾是如何在沒有雌性巨人的情況下生兒育女的，瓦夫蘇魯特尼爾回答說他的腋下生出了一男一女，而他的雙腿生出了一個六個頭的巨人。: 15-16 : 76-77 : 44

在格里姆尼爾之歌中，偽裝成格里姆尼爾的奧丁向年輕的阿格納爾（Agnarr）傳授了有關宇宙的知識。在其中一節中，奧丁提到了以尤彌爾的身體塑造的世界：
（眾神）用尤彌爾的肉體造出大地，
將他的鮮血化作海洋，以白骨為山、毛髮為草木，
把他的顱骨變成了天穹。
體貼的眾神用巨人的眼睫毛，為人類的子孫造出中土；

沉鬱的陰雲全都由他的腦子蘊化而出。：65
在海恩德拉敘事詩中亦提到尤彌爾是所有巨人的祖先。: 111: 229

#### 散文埃達
尤彌爾在散文埃達中的欺騙古魯菲和詩人的語言中曾被提及過。第一次提到的是在欺騙古魯菲中的第5章中，至高者、同樣至高者、與第三者告訴吉爾菲一個有關萬物生成的故事。三人說，第一個存在的世界是穆斯貝爾海姆，一個位於金倫加鴻溝南部，由火焰組成、發光，炎熱、非當地人無法居住的地區。許久，尼福爾海姆亦被創造出來，其中更有作為十一條河流的泉眼的赫瓦格密爾。: 9-10
吉爾菲問人類被創造前的世界是如何的。至高者說埃利伐加爾中的河水因為離它們的泉源太遠，以至於連跟隨河水流動的有毒物質都變得如「熔爐中的煤渣」一樣硬的冰。當冰塊停止流動時，從有毒物質中升起的霧氣往同一個方向升飛去，並凍結成橫跨金倫加鴻溝的霧凇。: 10
同樣至高者補充說金倫加鴻溝的北部充滿了冰和霧凇，其中的霧氣被吹向中部地區。然而，金倫加鴻溝的南部充滿著由穆斯貝爾海姆飛來的火花和熔融的斑塊。第三者評價說「在尼福爾海姆的是寒冷和嚴峻，在穆斯貝爾海姆的是炎熱和光亮，但在金倫加鴻溝的就像無風的天空一樣溫和」。當霧凇和熱空氣相遇時融化，並滴落成一個人的形狀，而那個人被命名為尤彌爾。
吉爾菲詢問世代是如何由尤彌爾開始的，其他生物是如何產生的，以及尤彌爾是否是諸神的一員。至高者說尤彌爾不是神：「他是邪惡的，他所有的後代都是邪惡的」，並解釋說，尤彌爾是所有巨人（特別是霜巨人）的祖先。據說尤彌爾睡覺時的汗水從他的左臂和右臂中生出了一男一女，他的左腿和右腿生出了一個兒子，而世代便從他們開始。: 10
吉爾菲問尤彌爾居住在哪裡，是什麼喂養著他。至高者解釋說，尤彌爾誕生後，其他的水滴成為了一頭名為歐德姆布拉的奶牛。牠流出了四條河流的乳汁，並從中哺育了尤彌爾。吉爾菲問奶牛的食物是什麼，至高者回答說奶牛以鹹霧凇石頭為食。第一天，歐德姆布拉舔了霧凇石頭後，石頭露出了一個男人的頭髮，第二天露出了他的頭，而整個人都在第三天露出了。這個人名叫布利，身材高大，力量強大，美麗可觀。布利有一個名為包爾兒子，他娶了博爾頌的女兒貝斯特拉，並生下三名兒子：奧丁、威利和菲。 至高者補充說：「奧丁和他的兄弟們是天地的統治者。我們認為這是他們應被稱呼的名號。這是我們所知道的最偉大和最榮耀的人的名字，你最好也這樣稱呼他們。」: 11
至高者說奧丁、威利和菲殺死了尤彌爾後，屍體的傷口中流下許多血，淹死了所有的巨人，只有貝格爾米爾和他不知名的妻子在約頓海姆倖存下來，並在此繁衍。: 11
吉爾菲問道，如果至高者、同樣至高者、和第三者認為奧丁、威利和菲是神，那麼三人當時做了什麼。至高者說，三人將屍體帶到了金倫加鴻溝的中間，利他的肉體中塑造了地球，利用他的血液塑造了海洋和湖泊，利用他的骨頭塑造了岩石，利用他的牙齒塑造了碎石、石頭和骨頭。同樣至高者補充說，從尤彌爾的傷口湧出的血中創造了環繞地球的海洋。第三者說三人拿走了尤彌爾的頭骨，把它放在地球上空，從中創造了天空。他們把天空放在地上。為了支撐天空，他們把四個小矮人——諾德里、蘇德里、奧斯特里和威斯特里——放在天空的四個角落。三人拿走了從穆斯貝爾姆飛來的熔融粒子和火花：「他們固定了所有的光，有些在天空上，有些在天空下的徘徊，但他們為光指定了位置和路線」。第三者引用了女巫的預言中的一節作引證，並指出這些天空之光、日和年是計算好的。該節反映了宇宙天體在地球創造之前並不知道它們的位置。: 12
吉爾菲評論說他剛才所聽到故事是非凡的，因為建造世界的過程既宏大又富有高超的技巧，並詢問世界是如何排列的。至高者回答世界是圓形的，而四周的是大海的深處。眾神沿著海岸把土地分給了巨人。然而，在地球的內側，他們利用尤彌爾的眼睫毛做了一個防禦工事，以對抗來自巨人的敵意。這個防禦工事他們稱之為中土。此外，他們拿走了尤彌爾的大腦，把它扔向天空，從中製造出雲彩，並引用兩節來自女巫的預言的詩句作引證。: 12-13
後來在至高者解釋了矮人的起源。他說在阿斯加德建成之後，眾神聚集在他們的寶座上，並拿著他們的東西。在那裡，他們「討論了矮人應如何在土壤中像肉體中的蛆蟲一樣誕生。矮人成形後從尤彌爾的肉體中獲得了生命。在眾神的決定下，矮人變得有智慧，並且具有人類的形狀，儘管他們生活在泥土和岩石之中。」，並在女巫的預言中引用由矮人名稱組成的詩節以引證了矮人的血統。: 16-17
在詩人的語言中提及了一些有關天空的比喻，其中一些在欺騙古魯菲中亦有提及與尤彌爾有關的敘述，包括「尤彌爾的頭骨」和「巨人的頭骨」，或「矮人的負擔」、「威斯特里、奧斯特里、蘇德里和諾德里的頭盔」等。詩人阿諾爾．賈爾斯卡德在其11世紀作品中亦將天空比喻為「尤彌爾的舊頭骨」。後來在詩人的語言中亦提供了一些有關土地的比喻（例如「尤彌爾的肉體」）和海的比喻。在斯卡爾德．巴雷亞爾斯卡爾德的一部分作品中海亦被比喻為「尤彌爾的血」。而奧爾蓋爾米爾和尤彌爾這兩個名字都有出現在詩人的語言中有關巨人的名字的列表。: 155-156

## 爭議
由於欺騙古魯菲中斯諾里既引用了《詩體埃達》中不同的詩節，也包含了許多沒有來源的獨特資訊（如歐德姆布拉），學者一直爭論斯諾里在多大程度上引用了已失存的資料，以及他在多大程度上自行整合並編寫整個故事。: 276-277: 199
關於這種情況，學者加布里埃爾．特維爾–佩特（Gabriel Turville-Petre）在1964年評論說：「根據斯諾里的詩歌文本，世界一開始除了虛無以外什麼都沒有，儘管此時根據其他文本，巨人尤彌爾在當時已經存在。考慮到在斯諾里和瓦夫蘇魯特尼爾之歌的記述中尤彌爾形成的故事，我們認為斯諾里曾遵循過另一個版本的女巫的預言。」，並且評論其中斯諾里對宇宙生成的描述：「從他主要使用的比喻中可以明顯看出，斯諾里描述了幾個無法被追溯的事件，至少以現存的文本無法追溯。」。 特維爾–佩特引用了斯諾里對歐德姆布拉的描述作為一個典型的例子，指出北歐神話與印歐語系的相似之處（波斯語和吠陀語）以及埃及女神哈索爾和閃族的相似之處。: 276-277
大衛森（H. R. E. Davidson）同樣在1964年評論指北歐的創世神話並不容易確定，即使是在斯諾森的文本中亦有三個或以上的描寫。: 198

## 與其他文化的關係

#### 圖伊斯托和原始印歐宗教
在西元1世紀，羅馬歷史學家塔西佗在他的民族誌《日耳曼尼亞》中寫道，日耳曼人有一首歌是有關在地球上出生的原始神圖伊斯托，他是日爾曼民族的祖先，但關於圖伊斯托是否日耳曼神名的拉丁名一事仍具有爭議。通過歷史語言學，一些學者將圖伊斯托與日耳曼中的神提爾聯繫起來，而其他學者則認為這個名字的意思是「雙重」或雌雄同體。後一種詞源使學者在語言學和神話學上都認為圖伊斯托與尤彌爾是有關連的。: 199
通過歷史語言學和比較神話學，學者們將尤彌爾與其他印歐神話中的原始神、雌雄同體或孿生的生物聯繫起來，並重建了原始印歐的宇宙觀。學者亞當斯（D.Q. Adams）和馬婁裡（J.P. Mallory）以尤彌爾為例，（原始印歐神話中的）宇宙是來自一個神聖的存在被肢解，無論該神聖的存在是擬人的還是一隻牛，導致宇宙從其他各種元素中被創造出來」。引用的其他例子包括在古愛爾蘭庫伊爾（Táin Bó Cúailnge）結局中，愛爾蘭的地理面貌是由一頭被解剖的公牛構成的，以及在古俄羅斯鴿子詩（Голубиная книга）、愛爾蘭手稿BM MS 4783等發現被基督教化的神話。其他的例子包括在西元前1世紀時，奧維德編寫的變形記中描述了阿特拉斯的鬍鬚和頭髮成為了森林，他的骨頭成為了石頭，他的手成為了山脊等；在西元9世紀以中古波斯語編寫的坎德·古馬尼格·維扎爾中，惡毒的庫尼的皮膚變成了天空，他的肉體變成了大地，他的骨頭變成了山脈，從他的頭髮中變成了植物；以及在西元前10世紀的古印度文本原人歌（Purusha sukta）中，它描述了原始人普魯沙是如何被解剖的：從他的眼睛變成了太陽，火從他的嘴巴出來，從他的呼吸成為了風，從他的腳上成為了大地等等。在尚存的資料中，亞當斯和馬婁裡總結說：「地球最常見的起源如下：肉體=土地，骨頭=石頭，血液=水（大海等），眼睛=太陽，心靈=月亮，大腦=雲，頭=天堂，呼吸=風。」: 129
亞當斯和馬婁裡寫道：「這些創造宇宙的神話及其基礎元素的核心是犧牲（兄弟，巨人，牛等）。祭祀和宇宙觀之間的關係不僅是一個個原初事件，而是印歐人的獻祭行為可以看作成宇宙的再創造，而這些元素不斷被回收。因此，犧牲代表了最初宇宙創始時對受害者肢解的重演，並有助將物質歸還給世界。」: 129

#### 其他
大衛森進一步將巨人夏基的眼睛被奧丁扔到天空，和奧凡迪爾被冰凍腳趾被雷神扔到天空中二事聯繫起來，前者的眼睛變成了星星，後者的腳趾變成了一顆被稱為「奧凡迪爾的腳趾」的星星。大衛森評論說：「這些神話顯然與星座的名稱有關，但奇怪地強調冰凍的腳趾一事表現出這與從冰中出現的巨人的創世傳說可能有某種聯繫。」: 199-200